# Rachel Chiesley
 (avril 2025).
Le contenu est difficilement compréhensible vu les erreurs de traduction, qui sont peut-être dues à l'utilisation d'un logiciel de traduction automatique.
Rachel Chiesley, Lady Grange, née le 4 février 1679 à et morte le 12 mai 1745  à Trumpan (en), Île de Skye en Écosse, est une noble écossaise. 
Elle est l'épouse de Lord Grange, un avocat écossais aux sympathies jacobites. Après 25 ans de mariage et neuf enfants, les Grange se séparent dans l'acrimonie. Lorsque Lady Grange produisit des lettres qui, selon elle, prouvaient qu'il avait trahi le gouvernement hanovrien à Londres, son mari la fait enlever en 1732. Elle est incarcérée dans divers endroits reculés de la côte ouest de l'Écosse, notamment dans les îles Monach, à Saint-Kilda et à Skye.
Le père de Lady Grange est condamné pour meurtre et on sait qu'elle a un tempérament violent ; dans un premier temps, son absence semble avoir suscité peu de commentaires. La nouvelle de son sort finit par atteindre sa ville natale d'Édimbourg grâce à des lettres qu'elle parvient à envoyer et une tentative de sauvetage fut entreprise par son avocat, Thomas Hope de Rankeillor, qui échoua. Elle est morte en captivité, après avoir été emprisonnée pendant plus de 13 ans. Sa vie est évoquée dans des poèmes, de la prose et des pièces de théâtre.

## Biographie

### Jeunesse

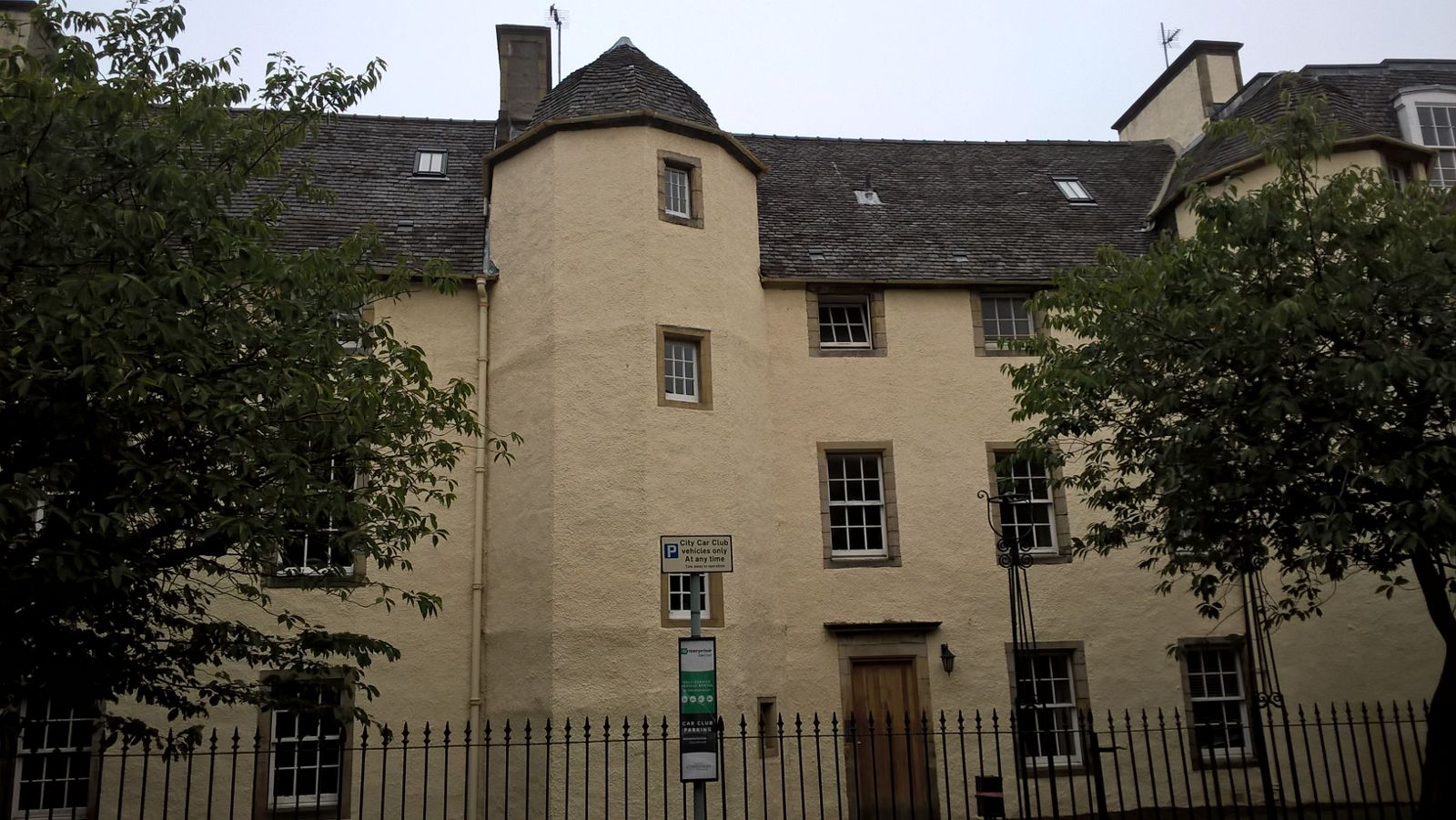
Dalry House, le plus ancien bâtiment de Dalry, Édimbourg, construit en 1661.

Rachel Chiesley est l'un des dix enfants de John Chiesley de Dalry (en), et de Margaret Nicholson. Le mariage de ses parents n'est pas heureux et Margaret intente une action en justice contre son mari pour obtenir une pension alimentaire (Aliment dans le droit écossais). Sir George Lockhart (en), Lord président de la Cour de Session (en), lui accorde 1 700 merks. Furieux du résultat, John Chiesley abat Lockhart dans High Street située dans le Royal Mile d'Édimbourg alors qu'il rentre de l'église le dimanche de Pâques le 31 mars 1689. Il ne tente pas de s'enfuir et avoue lors de son procès, qui se tient le lendemain devant le Lord-prévôt. Deux jours plus tard, il est emmené de la Old Tolbooth (en) à la Mercat Cross dans High Street. Sa main droite est coupée avant qu'il ne soit pendu, et le pistolet qu'il a utilisé pour le meurtre lui est passé autour du cou.
Rachel Chiesley est baptisée le 4 février 1679 et serait donc née peu de temps avant cette date, ce qui lui donne environ dix ans au moment de l'exécution de son père.

### Mariage et enfants

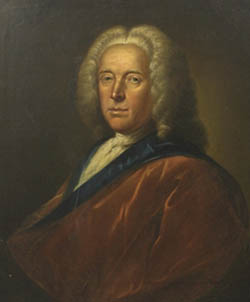
James Erskine, Lord Grange (vers 1750).

La date du mariage de Chiesley avec James Erskine, Lord Grange (en) est incertaine : d'après le texte d'une lettre qu'elle écrit bien plus tard dans sa vie, il pourrait avoir eu lieu en 1707, alors qu'elle a environ 28 ans. Dans une lettre écrite depuis Saint-Kilda, Chiesley déclare : « Il m'a dit qu'il m'aimait deux ans avant qu'il ne m'obtienne et nous avons vécu 25 ans ensemble, peu ou pas je pense, heureux ». Si ses souvenirs sont exacts, 25 ans avant son enlèvement donnerait l'année 1707.
James Erskine est le fils cadet de Charles Erskine comte de Mar (en). En 1689, son frère aîné John Erskine devient comte de Mar à la mort de leur père. L'époque est politiquement troublée ; le mouvement jacobite est encore populaire dans de nombreuses régions d'Écosse, et le jeune comte est surnommé « Bobbing John » pour ses manœuvres variées. Après avoir joué un rôle de premier plan dans la rébellion jacobite de 1715, il est déchu de son titre, envoyé en exil, et ne revint jamais en Écosse.

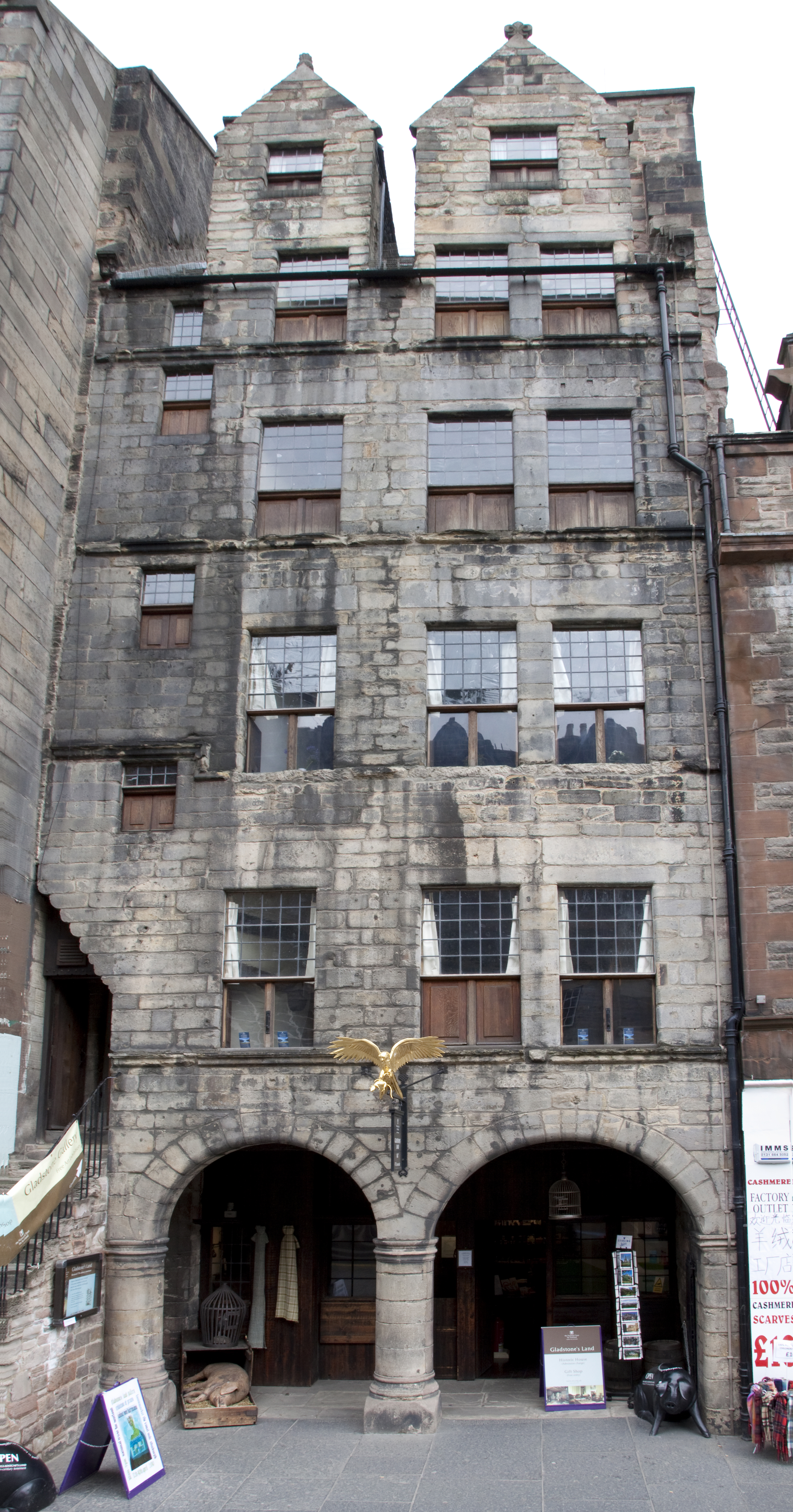
Gladstone's Land (au centre) sur le Royal Mile à Édimbourg, construit en 1620, a pu être un lieu familier pour les Erskine.

Chiesley est décrite comme une « beauté sauvage », et il est probable que le mariage n'ait eu lieu qu'après qu'elle soit tombée enceinte. Malgré ce contexte incertain, Lord et Lady Grange mènent une vie sans histoire. Ils partagent leur temps entre un manoir de ville au pied de Niddry's Wynd (renommée Niddry Street), près du Royal Mile à Édimbourg, et un domaine à Preston (qui fait aujourd'hui partie de Prestonpans, dans l'East Lothian), dont Chiesley est pendant un certain temps en charge du commerce du domaine ou celle qui le supervise,. Son mari est un avocat prospère et réputé, qui devient Lord Justice Clerk (en) en 1710, et leur mariage donne naissance à neuf enfants :
- Charlie, né en août 1709[1] ;
- Johnie, né en mars 1711, mort à l'âge de deux mois[1] ;
- James, né en mars 1713[1]. Il épouse Frances, la fille de son oncle "Bobbing" John Erskine. Leur fils John Erskine, Earl of Mar (1741–1825) (en) devint comte de Mar après la restauration du titre[8],[9] ;
- Mary, née en juillet 1714[1]. Elle épouse John Keith, 3e comte de Kintore (en), en août 1729[9],[10] ;
- Meggie, qui meur en bas âge en mai 1717[1] ;
- Fannie, née en décembre 1716[1] ;
- Jeannie, née en décembre 1717[1] ;
- Rachel[1] ;
- John[1].

En outre, Chiesley fait deux fausses couches et l'un des enfants susmentionnés est connu pour être mort en 1721.

### Comportements du couple et séparation
Il y a manifestement un élément de discorde dans le mariage qui finit par être connu du public. Fin 1717 ou début 1718, un ami avertit Erskine qu'il a des ennemis au sein du gouvernement. À peu près à la même époque, l'un des tuteurs des enfants note dans son journal que Lady Grange est « impérieuse et d'un tempérament déraisonnable ». Ses emportements sont aussi manifestement capables d'effrayer ses jeunes filles et, après l'enlèvement de Lady Grange, aucune action ne fut jamais entreprise en sa faveur par l'un de ses enfants, dont l'aîné devait avoir une vingtaine d'années lorsqu'elle fut enlevée. Macaulay écrit que « [l']acceptation calme par la famille de la disparition de leur mère persuaderait beaucoup de gens que cela ne doit pas être un sujet de préoccupation pour eux non plus »,  Macaulay note également de manière poignante qu'« aucun cri n'a jamais été poussé au nom de Lady Grange par la fille [Mary] qu'elle avait appelée son ange ». Cette retenue peut avoir été influencée par le fait que leur mère les avait tous déshérités alors que les plus jeunes étaient encore en bas âge, un résultat qualifié de « contre nature » par les Sobieski Stuart, deux frères anglais qui prétendent descendre du prince Charles Édouard Stuart.
Alors que les problèmes conjugaux s'aggravent, le comportement de Lady Grange devient de plus en plus imprévisible. En 1730, elle se voit retirer la gestion commerciale du domaine de Preston, ce qui ne fait qu'accroître son angoisse. La découverte d'une liaison de son mari avec Fanny Lindsay, tenancière d'un café à Haymarket, Édimbourg, ne peut qu'aggraver la situation. En avril de la même année, elle menace de se suicider et de courir nue dans les rues d'Édimbourg. Il est possible qu'elle ait gardé un rasoir sous son oreiller et qu'elle ait tenté d'intimider son mari en lui rappelant de qui elle était la fille. Le 27 juillet, elle signe une lettre officielle de séparation avec James Erskine, mais les choses ne s'améliorent pas : elle harcèle son mari dans la rue et à l'église, et lui et l'un de leurs enfants sont contraints de se cacher d'elle dans une taverne pendant deux heures ou plus à une occasion. Elle intercepte une des lettres de son mari et l'apporte aux autorités en prétendant qu'il s'agit d'une preuve de trahison. Elle se serait également postée devant leur maison de Niddry's Wynd, brandissant la lettre et criant des obscénités à deux reprises au moins. En janvier 1732, elle réserve une diligence pour Londres et James Erskine et ses amis, craignant que sa présence ne leur cause de nouveaux ennuis, décident qu'il est temps de prendre des mesures décisives.

### L’enlèvement
Chiesley est enlevée dans son logement de Niddry's Wynd, près du Royal Mile, dans la nuit du 22 janvier 1732 par deux lairds des Highlands, Roderick MacLeod de Berneray et Macdonald de Morar (en), et plusieurs de leurs hommes. Après une lutte sanglante, au cours de laquelle ils lui arrachent plusieurs dents, elle a les yeux bandés et est emmenée hors de la ville dans une chaise à porteurs occupée par Alexander Foster de Carsebonny. En se dirigeant vers le nord, ils quittent la chaise à porteurs près de Multres Hill (aujourd'hui St Andrew Square), puis sont emmenés à cheval vers l'ouest jusqu'à la maison de John Macleod, à Muiravonside, à l'ouest de Linlithgow, pour une nuit. Elle est ensuite emmenée vers le nord jusqu'à Wester Polmaise, près de Falkirk, où elle est détenue jusqu'au 15 août au rez-de-chaussée d'une tour inhabitée. Elle est alors âgée de plus de cinquante ans.

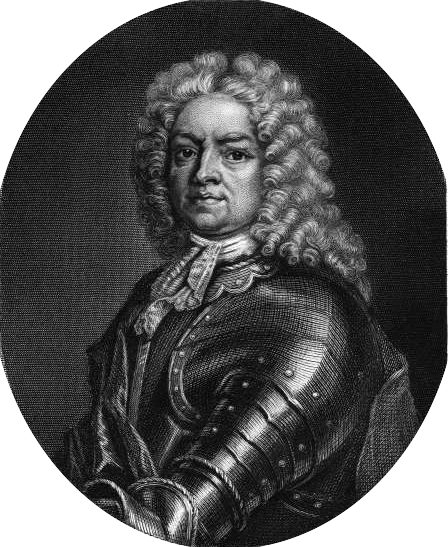
Simon Fraser, 11e Lord Lovat, l'un des organisateurs de l'enlèvement de Lady Grange.

De là, elle est emmenée vers l'ouest par Peter Fraser (un page de Simon Fraser Lord Lovat) et ses hommes à travers le Perthshire. À Balquhidder, selon la tradition des MacGregor, elle est reçue dans la grande salle, reçoit un repas de venaison et dort sur un lit de bruyère recouvert de peaux de cerf. L'existence de la piscine St Fillans sur la rivière Fillan près de Tyndrum aurait fourni une couverture utile à ses ravisseurs : elle était régulièrement utilisée comme cure d'aliénation mentale, ce qui aurait permis d'expliquer sa présence aux curieux. Les détails de la suite du voyage ne sont pas clairs, mais il est probable qu'elle ait été emmenée à travers Glen Coe jusqu'au Loch Ness, puis à travers Glen Garry jusqu'au Loch Hourn sur la côte ouest. Après un court délai, elle est embarquée à bord d'un navire à destination des îles Monach. La difficulté de sa position a dû rapidement devenir évidente. Elle se trouvait en compagnie d'hommes dont la loyauté allait aux chefs de clan plutôt qu'à la loi, et peu d'entre eux parlaient un tant soit peu l'anglais. Leur gaélique natal lui aurait été incompréhensible, bien qu'au fil de ses années de captivité, elle ait lentement appris quelques rudiments de cette langue. Elle se plaint que de jeunes membres de l'aristocratie locale lui rendent visite alors qu'elle attend sur les rives du Loch Hourn, mais qu'« ils sont venus avec le dessein de me voir, mais pas de me soulager ».

### Îles Monach
Les îles Monach se trouvent à 8 kilomètres à l'ouest de North Uist dans les Hébrides extérieures, un archipel situé au large de la côte ouest de l'Écosse. Les îles principales sont Ceann Ear, Ceann Iar et Shivinish, qui sont toutes reliées à marée basse et ont une superficie totale de 357 hectares. Les îles sont basses et fertiles, et leur population au XVIIIe siècle pourrait avoir été d'environ 100 personnes. À l'époque, elles appartenaient à Sir Alexander MacDonald of Sleat, et Chiesley était logée avec son valet de chambre, un autre Alexander MacDonald, et sa femme. Lorsqu'elle se plaint de son état, son hôte lui répond qu'il n'avait pas l'ordre de lui fournir des vêtements ou de la nourriture autre que celle à laquelle lui et sa femme étaient habitués. Elle vécut isolée pendant deux ans, sans même connaître le nom de l'île où elle vivait, et il lui fallut du temps pour découvrir qui était son propriétaire. Elle y resta jusqu'en juin 1734, date à laquelle John et Norman MacLeod, originaires de North Uist, arrivèrent pour la transférer. Ils lui ont dit qu'ils l'emmenaient aux Orcades, mais au lieu de cela, ils ont mis le cap sur les îles atlantiques de Saint-Kilda.

### Saint-Kilda

Archipel de Saint-Kilda.

L'une des ruines les plus poignantes de l'île de Hirta, dans l'archipel de Saint-Kilda, est le site de la « maison » de Lady Grange, qui est en fait un grand cleit (en) ou hutte de stockage en pierre dans les prairies du village, dont on dit qu'elle ressemble à « un pudding de Noël géant ». Certaines autorités pensent qu'elle a été reconstruite sur le site d'une plus grande black house où elle a vécu pendant son incarcération, bien qu'en 1838 le petit-fils d'un habitant de l'île qui l'avait aidée a cité les dimensions de « 20 pieds par 10 pieds » (7 mètres par 3 mètres), ce qui correspond à peu près à la taille du cleit.

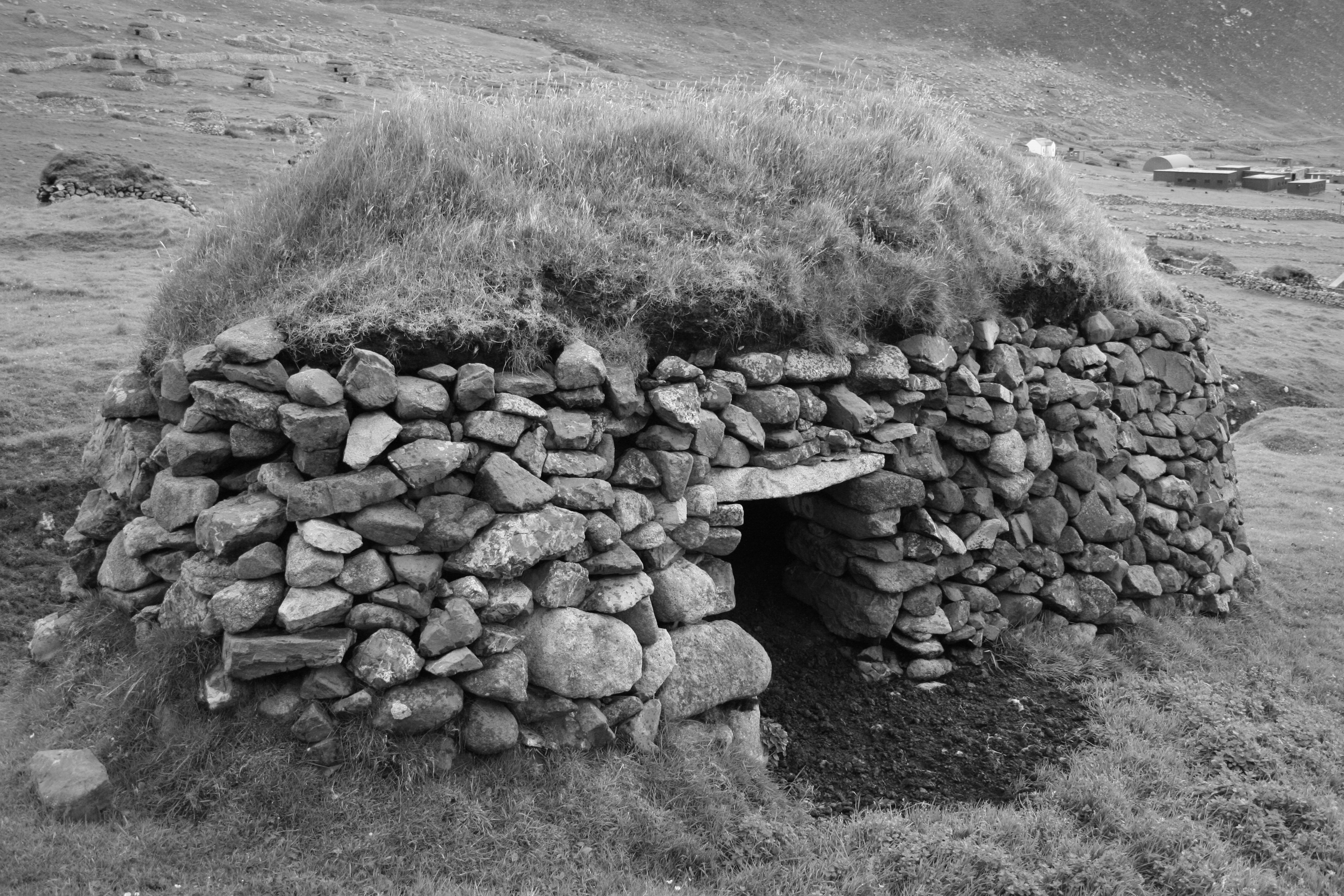
Abri en pierre sèche (cleit) sur Hirta, Saint-Kilda.

Hirta est plus éloignée que les îles Monach, située à 66 kilomètres à l'ouest-nord-ouest de Benbecula dans l'océan Atlantique Nord et le thème prédominant de la vie sur Saint-Kilda était l'isolement. Lorsque Martin Martin visite les îles en 1697, le seul moyen de faire le voyage était une chaloupe ouverte, ce qui pouvait prendre plusieurs jours et plusieurs nuits à ramer et à naviguer en haute mer et était pratiquement impossible en automne et en hiver. En toute saison, des vagues pouvant atteindre 12 mètres de haut s'abattent sur la plage de Village Bay et, même par temps calme, l'atterrissage sur les rochers glissants peut s'avérer dangereux. Coupés du monde par la distance et les conditions météorologiques, les indigènes ne connaissaient pas grand-chose du reste du monde.
Les conditions de vie de Chiesley sont d'autant plus inconfortables que personne sur l'île ne parle anglais. Elle décrit Hirta comme « une pauvre île vilaine et puante » et insiste sur le fait que « j'étais dans une grande misère dans le Husker, mais je suis dix fois pire ici ». Ses logements sont très primitifs. Elle passe ses journées à dormir, boit autant de whisky que possible et erre sur le rivage la nuit en se lamentant sur son sort. Pendant son séjour à Hirta, elle écrit deux lettres relatant son histoire, qui parviennent finalement à Édimbourg. L'une d'elles, datée du 20 janvier 1738, parvient à Thomas Hope of Rankeillor, son avocat, en décembre 1740. Certaines sources affirment que la première lettre a été cachée dans du fil collecté dans le cadre du paiement d'un loyer et emporté à Inverness, puis à Édimbourg. L'idée de la dissimulation de la lettre dans du fil est également mentionnée par James Boswell dans son Journal of a Tour to the Hebrides (1785). Cependant, Macaulay affirme que cette méthode de livraison de la ou des lettres n'a « aucun fondement dans la réalité » et que les deux lettres ont été sorties clandestinement de Hirta par Roderick MacLennan, le ministre de l'île. Quel que soit son itinéraire, la lettre a fait sensation à Édimbourg, bien que les amis de James Erskine aient réussi à bloquer les tentatives de Hope d'obtenir un mandat pour fouiller Saint-Kilda.

Lettres de Lady Grange de Saint-Kilda - 20 janvier 1738
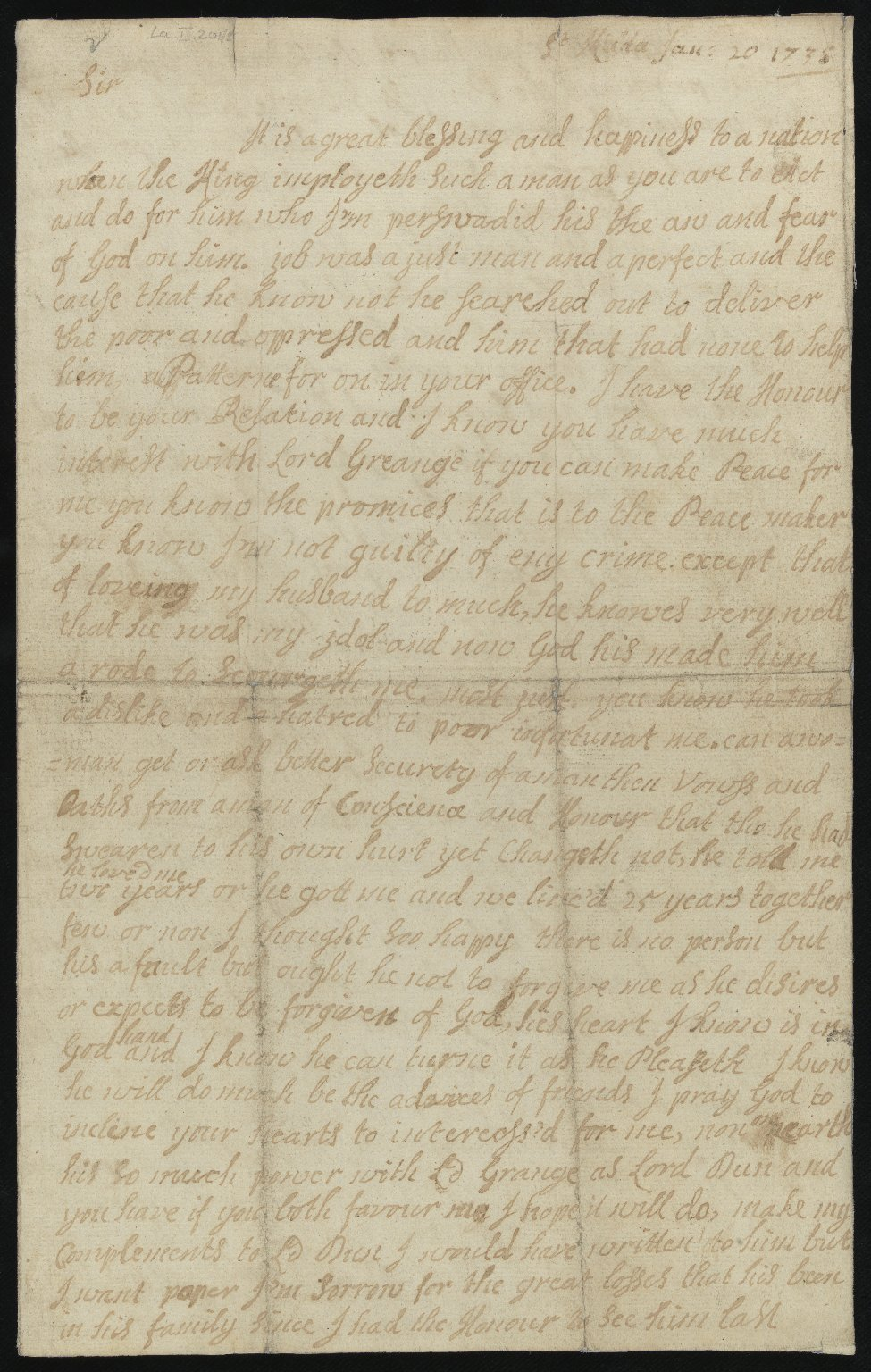
Page 1/5.
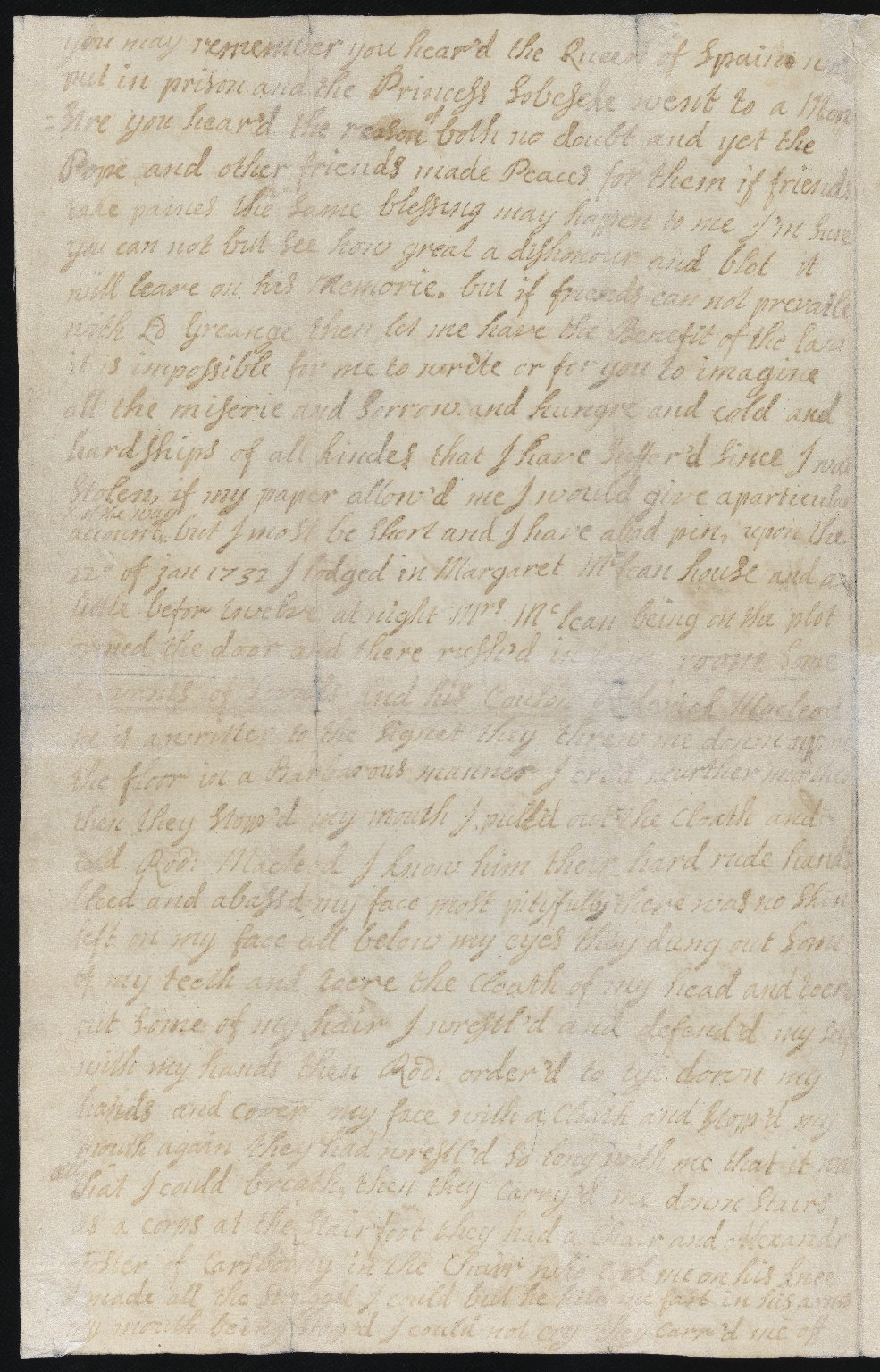
Page 2/5.
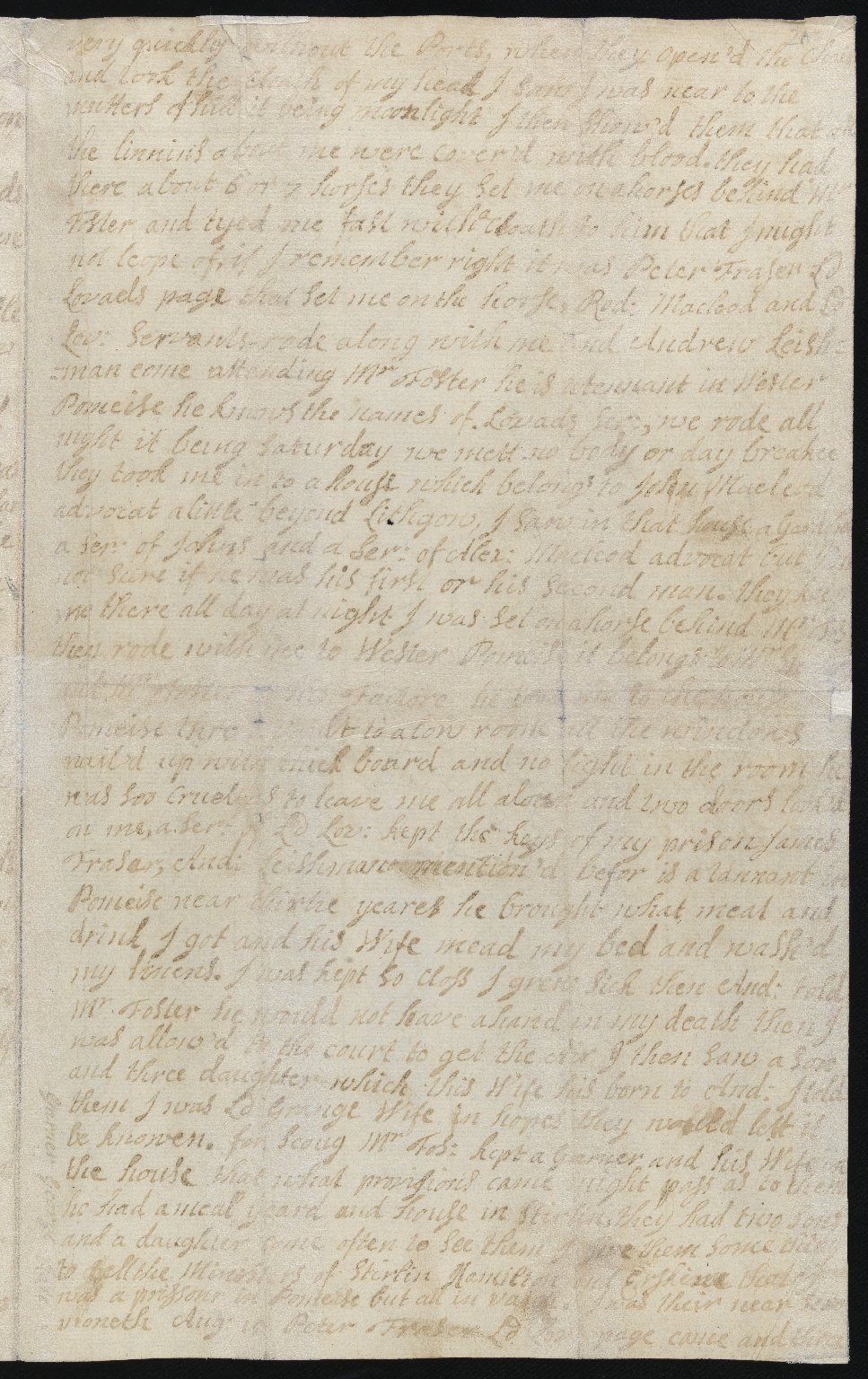
Page 3/5.
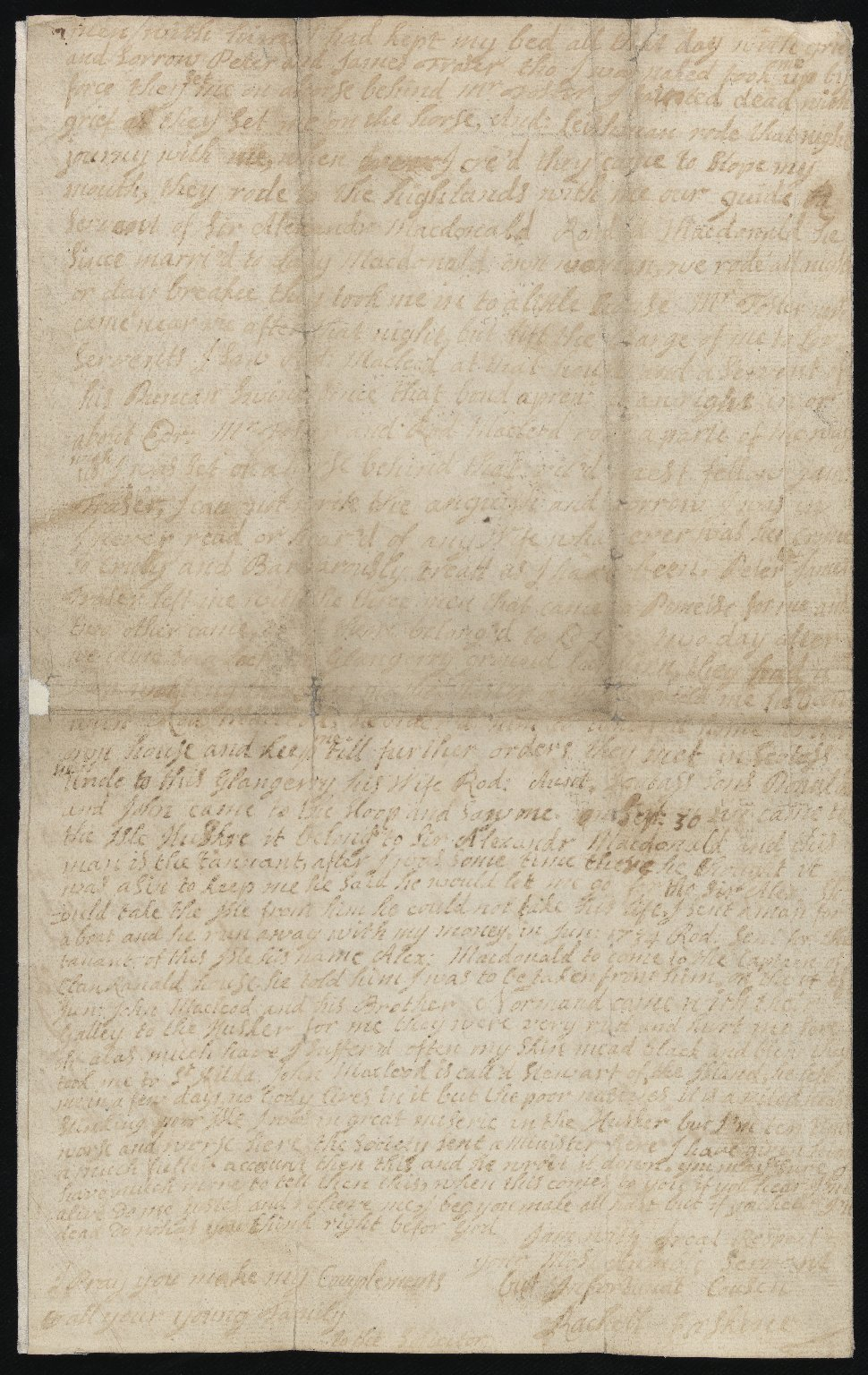
Page 4/5.
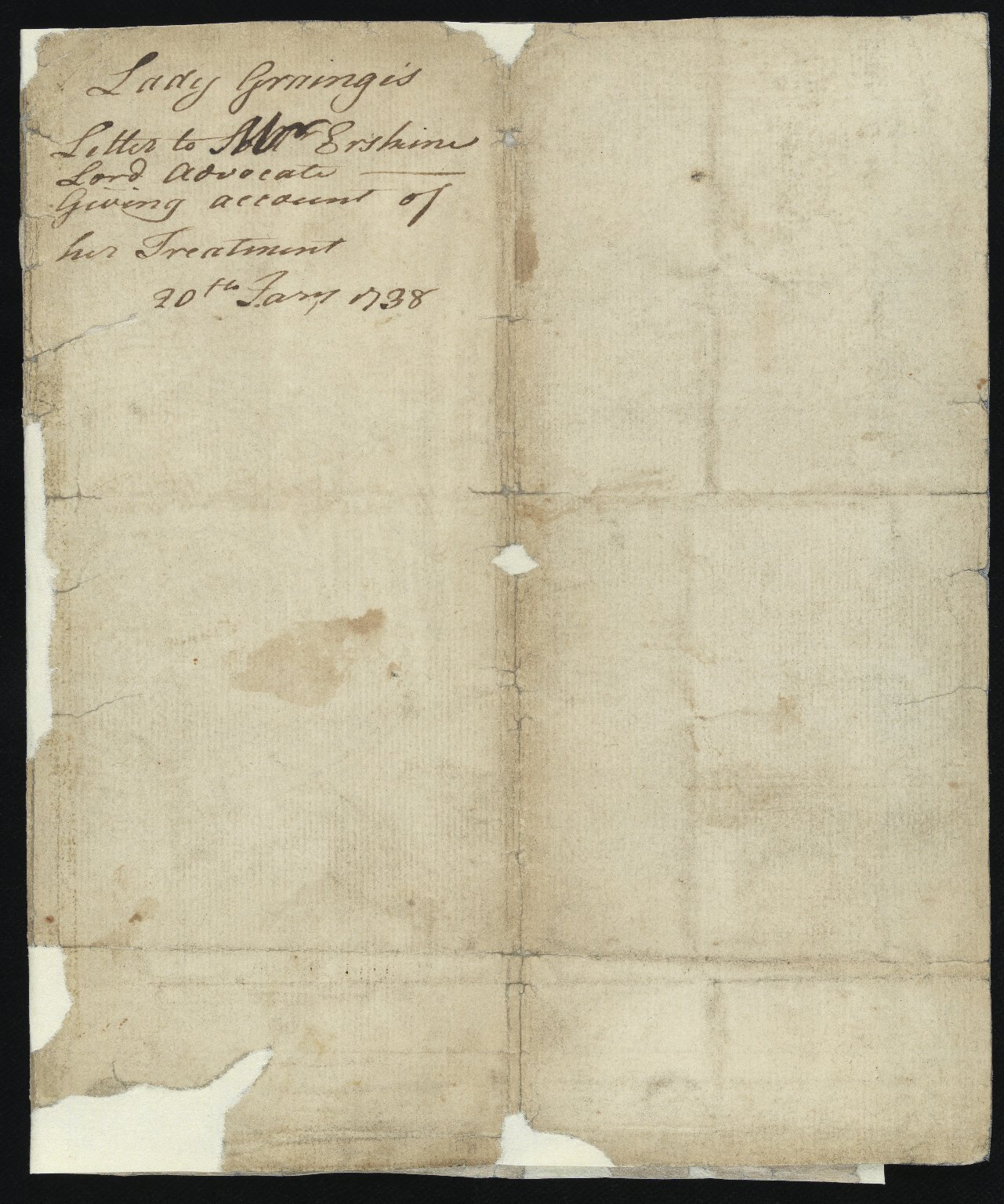
Page 5/5.

Dans la seconde lettre, adressée au docteur Carlyle, ministre d'Inveresk, Lady Grange évoque avec amertume le rôle de Lord Lovat et de Roderick MacLeod dans sa capture et déplore d'être décrite par Sir Alexander MacDonald comme « la cargaison »,. Aucun original n'a survécu de la seconde lettre, et une copie publiée en 1819 est datée de 1741, ce qui n'a guère de sens puisqu'elle se rapporte à son séjour à Saint-Kilda. Il se peut que ce soit la date à laquelle elle a été copiée. Hope a su que Lady Grange a été renvoyée d'Édimbourg mais a supposé qu'on s'occuperait bien d'elle. Consterné par son état, il paye à ses frais un sloop avec vingt hommes armés à bord pour se rendre à Saint-Kilda. Le sloop a déjà pris la mer le 14 février 1741, mais il arrive trop tard,. Lady Grange a été retirée de l'île, probablement au cours de l'été 1740.
Après la bataille de Culloden en 1746, le bruit court que le prince Charles Edward Stuart et certains de ses principaux collaborateurs jacobites se sont échappés à Saint-Kilda. Une expédition est lancée et, en temps voulu, des soldats britanniques débarquent à Hirta. Ils découvrent un village désert, les St Kildans, craignant les pirates, se sont réfugiés dans des grottes à l'ouest. Lorsqu'ils sortent des grottes , les soldats découvrirent que les indigènes isolés ne savent rien du prince et n'ont jamais entendu parler du roi George II non plus. Paradoxalement, les lettres de Lady Grange et l'évacuation de l'île qui s'ensuivit l'empêchèrent peut-être d'être retrouvée par cette expédition.  Bien qu'elle décède en mai 1745, l'année précédant cette expédition, il est possible que les difficultés et les déplacements qu'elle a connus après son départ de l'île aient accéléré sa mort.

### Île de Skye

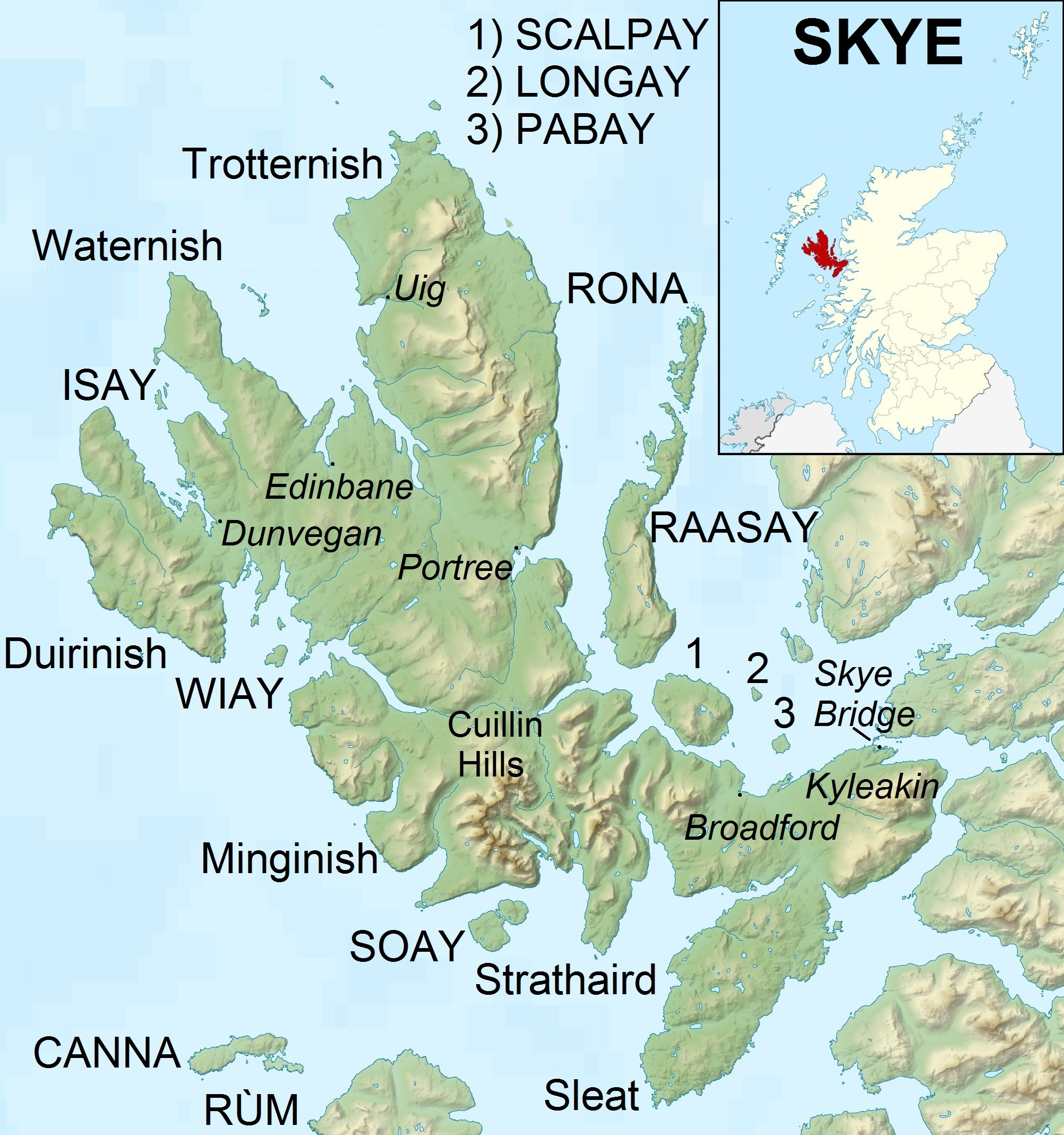
Île de Skye.

En 1740, Lady Grange a 61 ans. Enlevée à la hâte de Saint-Kilda, elle est transportée en divers endroits du Gàidhealtachd, dont peut-être Assynt, à l'extrême nord-ouest de l'Écosse continentale, et les Hébrides extérieures de Harris et Uist (en), avant d'arriver à Waternish (en), sur l'île de Skye, en 1742. Selon une source du XIXe siècle, elle y aurait appris le filage et, dans une répétition de l'histoire de Saint-Kilda, aurait réussi à faire sortir clandestinement une lettre dans une pelote de laine, ce qui aurait amené un navire de la marine gouvernementale à partir à sa recherche, bien qu'il n'y ait aucune preuve de ces affirmations. La source est Clerk (1845) et Macaulay affirme qu'aucune lettre faisant référence à sa vie à Skye n'a jamais été retrouvée, qu'il n'existe aucune trace d'une telle navigation par un navire gouvernemental et que « l'apprentissage du filage ne ressemble pas non plus au style de Lady Grange ».

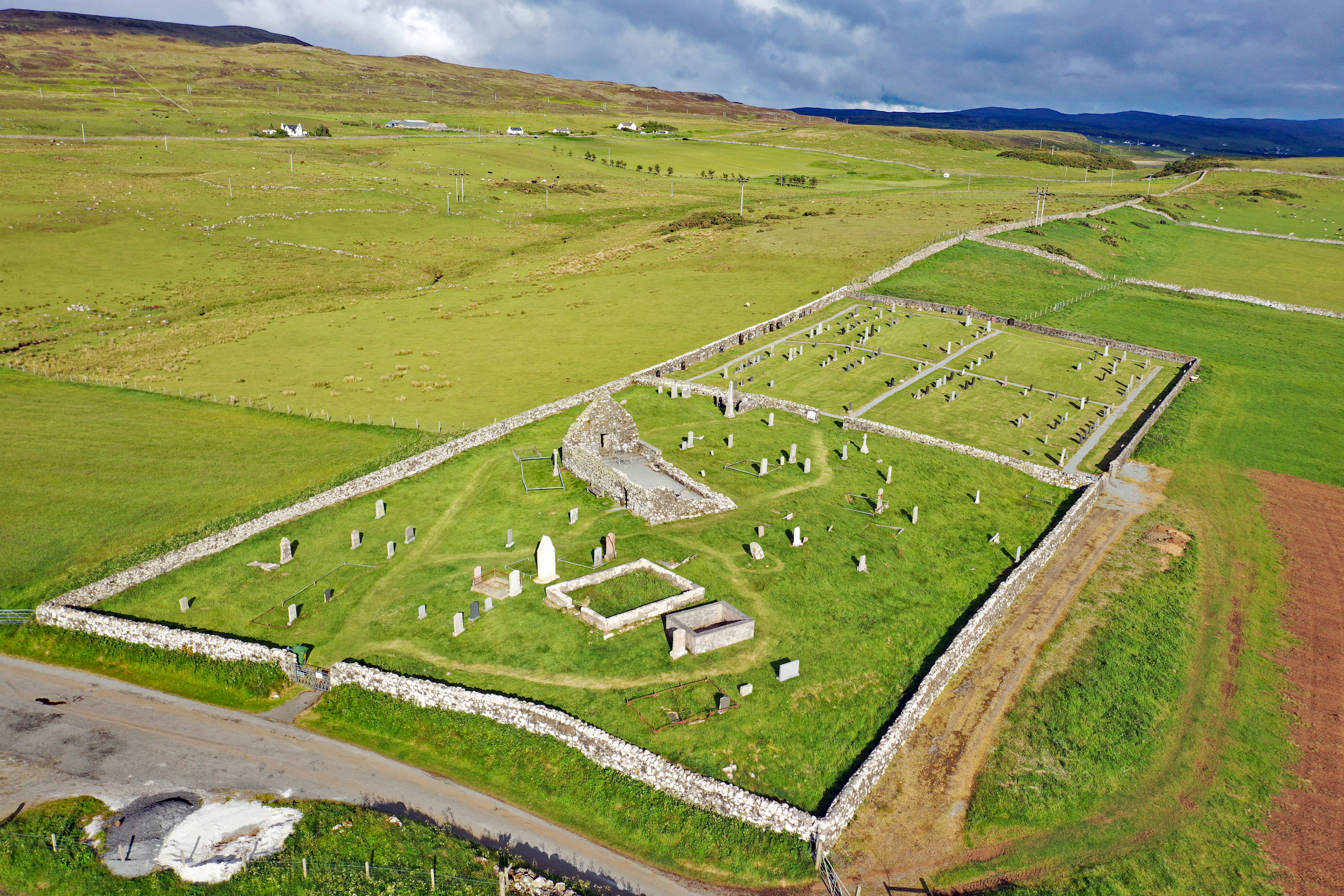
Vue aérienne de l'église et du cimetière de Trumpan - Skye.

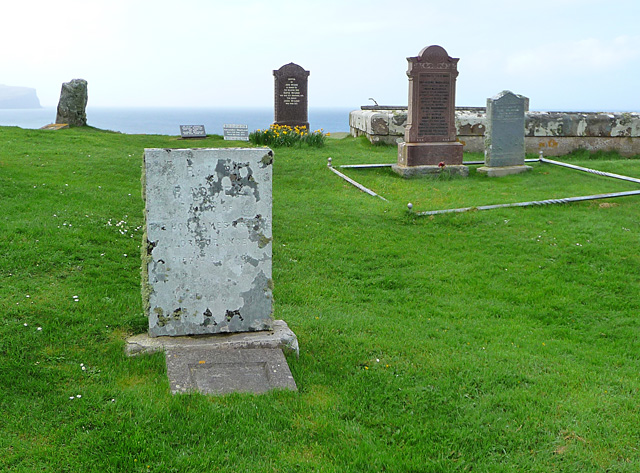
Pierre commémorative de Rachel Chiesley, Lady Grange à Trumpan.

Le folklore local suggère qu'elle a pu être gardée pendant 18 mois dans une grotte soit à Idrigill (en) sur la péninsule de Trotternish soit sur la côte de Duirinish (en) près des stacks connues sous le nom de « Macleod's Maidens » Elle a certainement été hébergée plus tard avec Rory MacNeil à Trumpan (en) à Waternish. Elle y meurt le 12 mai 1745, et MacNeil la fait « enterrer décemment » la semaine suivante dans le cimetière de Trumpan. D'autres sources indiquent qu'elle est morte dans une humble chaumière à Idrigill en juin 1749.
Pour des raisons inconnues, un deuxième enterrement a lieu quelque temps plus tard à Duirinish, non loin de là, où une foule nombreuse se rassemble pour assister à l'enterrement d'un cercueil rempli de gazon et de pierres.
On affirme parfois qu'il s'agissait de son troisième enterrement, Lord Grange en avait organisé un à Édimbourg peu après son enlèvement,. Cependant, cette histoire apparaît pour la première fois par écrit en 1845 et aucune autre preuve de sa véracité n'a été apportée,.

## Analyses des motivations
L'histoire de Lady Grange est remarquable, Boswell (1785) écrit : « L'histoire vraie de cette dame, qui s'est produite dans ce siècle, est aussi affreusement romantique que si elle avait été la fiction d'une fantaisie sombre », et plusieurs questions ont été soulevées par Macaulay (2009) comme nécessitant une explication. Il s'agit notamment des questions suivantes : qu'est-ce qui a poussé James Erskine à prendre ces mesures extraordinaires, pourquoi tant de personnes étaient-elles prêtes à participer à l'enlèvement illégal et dangereux de sa femme et comment a-t-elle pu être retenue si longtemps sans être secourue ?
La première et la deuxième de ces questions sont liées. Le frère d'Erskine avait déjà été exilé pour son soutien aux jacobites. Simon Fraser, Lord Lovat, l'un des principaux acteurs de l'enlèvement de Lady Grange, avait lui-même été exécuté pour son rôle dans la rébellion jacobite de 1745. Aucune preuve concrète du complot d'Erskine contre la couronne ou le gouvernement n'a jamais été apportée, mais toute menace d'une telle dénonciation, qu'elle soit fondée sur des faits ou des fantasmes, aurait certainement été prise très au sérieux par toutes les parties concernées. Il était donc relativement facile pour Erskine de trouver des complices parmi la gentry des Highlands. Outre Simon Fraser et Alexander Macdonald de Sleat, les Stuart de Sobieski citent Norman MacLeod (en) de Dunvegan - qui devint connu sous le nom de « The Wicked Man » (l'homme méchant) - parmi les principaux complices. Erskine lui-même était un « singulier composé de bonnes et de mauvaises qualités ». Outre sa carrière juridique, il fut élu au Parlement en 1734 et survécut indemne aux vicissitudes des rébellions jacobites. C'était un coureur de jupons et un amateur de claret, tout en étant profondément religieux ; cette dernière qualité aurait joué un rôle déterminant dans sa décision de ne pas faire assassiner sa femme, et il n'épousa sa compagne de longue date, Fanny Lindsay, qu'après avoir appris la mort de la première Lady Grange. 

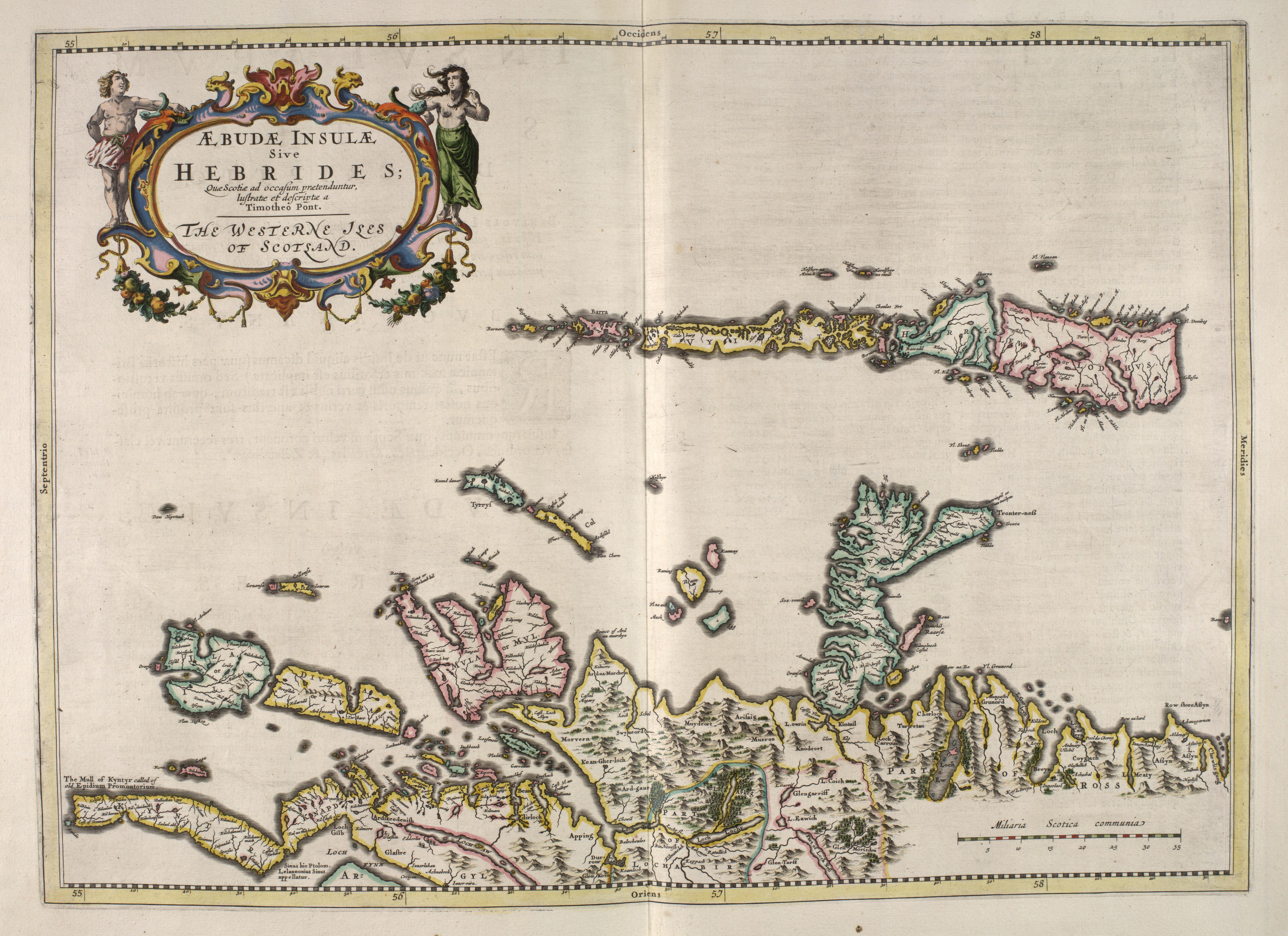
Carte de Johannes Blaeu de 1654, intitulée « Æbudæ Insulæ » (les Hébrides), était la meilleure carte disponible de la région au milieu du XVIIIe siècle.

La raison pour laquelle aucun sauvetage n'a jamais été effectué avec succès réside dans l'éloignement des Hébrides du monde au début du XVIIIe siècle. Aucune carte marine fiable de la région n'est disponible avant 1776. L'échec de la marine britannique à capturer le Prince Charles après la bataille de Culloden en 1746 fut un facteur majeur dans la création d'une nouvelle carte marine par Murdoch Mackenzie (en), hydrographe de l'Amirauté, appelée A Nautical Description, étudiée de 1748 à 1757 et publiée en 1776. La carte de Johannes Blaeu de 1654 était la meilleure carte de la région à l'époque, mais même celle-ci n'était pas disponible pour le gouvernement. Sans l'aide et les connaissances locales, la recherche d'un captif dans cette région sauvage aurait nécessité un corps expéditionnaire important. Néanmoins, l'inaction de la société d'Édimbourg en général et de ses enfants en particulier pour retrouver l'un des leurs est remarquable. La hiérarchie du Kirk (Église d'Écosse), par exemple, n'a pas essayé de la contacter ou de transmettre des nouvelles de son état à la capitale, alors qu'elle aurait pu facilement le faire. Quoi que la morale et la justice naturelle aient pu suggérer, la fille de John Chiesley n'avait manifestement pas un public sympathique dans sa ville natale.  
Dans son compte rendu de l'affaire, Macaulay explore les attitudes du XVIIIe siècle à l'égard des femmes en général comme un facteur important et note que, bien que de nombreux documents provenant des mains des amis et des partisans de Lord Grange existent toujours, aucun point de vue féminin contemporain sur l'affaire n'a survécu, à l'exception de celui de Lady Grange elle-même. Les divorces étaient complexes et les mères divorcées obtenaient rarement la garde des enfants. Le système juridique écossais de l'époque était « fondamentalement différent » de son équivalent anglais sur ces questions. Par exemple, Lady Grange aurait pu demander le divorce en Écosse, car les maris et les femmes étaient traités de la même manière dans ce domaine, alors qu'en Angleterre, à l'époque, « l'adultère du mari était généralement considéré comme un défaut regrettable mais compréhensible ». En outre, les puissants amis de Lord Grange, tant dans l'Église que dans la profession juridique, auraient pu rendre cette entreprise risquée. On peut peut-être se faire une idée de l'attitude de James Erskine sur ces questions en constatant que, pour son premier discours à la Chambre des communes, il a choisi de s'opposer à l'abrogation de plusieurs lois relatives à la sorcellerie. Même à son époque, cela semblait indûment conservateur et ses péroraisons furent accueillies par des rires, ce qui mit fin à sa carrière politique avant même qu'elle n'ait commencé. Écrivant au milieu du XIXe siècle, les Sobieski Stuart racontèrent l'histoire du point de vue des descendants des aristocrates des Highlands qui avaient été responsables de l'enlèvement et de l'emprisonnement de Chiesley. Ils mettent l'accent sur les défauts personnels de Lady Grange, même si, pour les sensibilités modernes, ils ne semblent pas être de bonnes raisons pour qu'un juge et membre du Parlement et ses riches amis organisent un enlèvement illégal et une condamnation à la prison à vie. 
Quant à Lady Grange elle-même, ses crises et son penchant pour l'alcool ont manifestement joué un rôle important dans sa perte. Alexander Carlyle l'a décrite comme « orageuse et scandaleuse », tout en notant qu'il était dans l'intérêt de son mari d'exagérer la nature de ses émotions violentes. Macaulay (2009) est d'avis que la cause ultime de ses problèmes était sa réaction à l'infidélité de son mari. Pour tenter de mettre fin à la relation de ce dernier avec Lindsay, Lady Grange menaça de le dénoncer comme sympathisant jacobite. Peut-être n'a-t-elle pas compris l'ampleur de cette accusation et le danger qu'elle représentait pour son mari et ses amis, ni à quel point leur instinct de conservation pouvait être impitoyable.

## Dans la littérature et les arts
Le récit de Rachel Chiesley inspire un poème romantique intitulé Epistle from Lady Grange to Edward D- Esq écrit par William Erskine (en) (1768-1822) en 1798, qui deviendra plus tard Lord Kinneder. Il est juge et s'intéresse à la littérature et est un mentor de Walter Scott. Selon David Douglas, il « devint le plus proche et le plus confidentiel de tous les associés [de Scott] à Édimbourg ». Son père était le révérend William Erskine, ministre de l'Église épiscopalienne écossaise de Muthill (en) dans le Perthshire de 1732 à 1783, né en 1709. Il n'a pas été possible d'établir s'il avait ou non un lien de parenté avec Rachel Chiesley. 
Un roman de 1905 intitulé The Lady of Hirta, a Tale of the Isles (La dame de Hirta, un conte des îles) de W. C. Mackenzie.  
Edwin Morgan publie en 1984 un sonnet intitulé Lady Grange on St Kilda.  
The Straw Chair est une pièce de théâtre en deux actes de Sue Glover (en), également sur l'époque de Saint-Kilda, jouée pour la première fois au Traverse Theatre d'Édimbourg en 1988. 
Burdalane est une pièce de Judith Adams sur ces mêmes événements, jouée en 1996 au Battersea Arts Centre, à Londres, et sur BBC Radio 4.  
Rachel Chiesley a inspiré le roman fantastique The Books of the Incarceration of the Lady Grange (2016) d'Andrew Drummond et The Unreliable Death of Lady Grange (2020) de Sue Lawrence (en). 
James Boswell et Samuel Johnson ont abordé le sujet lors de leur visite des Hébrides en 1773. Boswell écrit : « Après le dîner d'aujourd'hui, nous avons parlé du fait extraordinaire que Lady Grange ait été envoyée à St Kilda et confinée là pendant plusieurs années, sans aucun moyen de secours ». Johnson a dit que « Si M'Leod voulait bien faire savoir qu'il avait un tel endroit pour les vilaines dames, il pourrait en faire une île très rentable ». Dans une note complémentaire, Boswell ajoute : « Elle était l'épouse d'un des Lords of Session d'Écosse, un homme du premier sang de son pays. Pour des raisons mystérieuses, qui n'ont jamais été découvertes, elle fut saisie et enlevée dans l'obscurité, sans qu'elle sache par qui, et par des voyages nocturnes, elle fut transportée jusqu'aux côtes des Highlands, d'où elle fut transportée par mer jusqu'au rocher isolé de St Kilda, où elle resta, parmi ses quelques habitants sauvages, une prisonnière délaissée, mais avec un approvisionnement constant en provisions et une femme pour s'occuper d'elle. Aucune enquête n'a été menée sur elle, jusqu'à ce qu'elle trouve enfin le moyen de transmettre une lettre à un ami confidentiel, par l'intermédiaire de la fille d'un catéchiste qui l'a dissimulée dans un morceau de fil. Des renseignements ayant été ainsi obtenus à Édimbourg, un navire fut envoyé pour l'emmener ; mais des informations ayant été reçues, elle fut transportée à l'île de M'Leod, à Herries, où elle mourut. ».  
La Scottish National Portrait Gallery d'Édimbourg conserve des portraits de James Erskine et de Rachel Chiesley, réalisés respectivement par William Aikman et Sir John Baptiste de Medina (en). Lorsque l'écrivain Margaret Macaulay les a recherchés, elle a découvert qu'ils avaient été placés ensemble dans le même entrepôt frigorifique.   